# BEST THE BACK HORN
『BEST THE BACK HORN』（ベスト ザ・バックホーン）とは、日本のバンド、THE BACK HORNの1枚目のベスト・アルバムである。2008年1月23日に発売（発売元はSPEEDSTAR RECORDS）。

## 概要
バンド結成10周年を記念して発売された2枚組のベスト・アルバムであり、収録曲は、「シングル曲全て」「ライブで俺らとみんなの曲になっている曲」「アルバムの隠れた名曲」という3つの軸をもとに、メンバー4人によって選曲された。
同年2月20日から6月7日にかけて、このアルバムを引っ提げたワンマンツアー「KYO-MEIワンマンツアー 〜裸足の軌跡〜」が行われた（最終日は日本武道館公演）。

## 収録曲
- 全作曲・編曲：THE BACK HORN[1]

### DISC 1
1. サニー
  - 作詞：THE BACK HORN
  - メジャー1枚目のシングル表題曲。
  - バンドのメジャー・デビュー作。
2. 涙がこぼれたら
  - 作詞：THE BACK HORN
  - メジャー4枚目のシングル表題曲。
3. 光の結晶
  - 作詞：THE BACK HORN
  - メジャー6枚目のシングル表題曲。
4. 未来
  - 作詞：THE BACK HORN
  - メジャー5枚目のシングル表題曲。
  - アップリンク配給映画『アカルイミライ』主題歌。
5. キズナソング
  - 作詞：菅波栄純
  - メジャー10枚目のシングル表題曲。
6. 幾千光年の孤独
  - 作詞：THE BACK HORN
  - メジャー1枚目のアルバム『人間プログラム』収録曲。
7. 生命線
  - 作詞：THE BACK HORN
  - メジャー7枚目のシングル表題曲。
8. ひとり言
  - 作詞：THE BACK HORN
  - インディーズ2枚目のアルバム『甦る陽』収録曲。
9. 美しい名前
  - 作詞：菅波栄純
  - メジャー15枚目のシングル表題曲。
10. 初めての呼吸で
  - 作詞：菅波栄純
  - メジャー12枚目のシングル表題曲。
11. カオスダイバー
  - 作詞：菅波栄純
  - メジャー13枚目のシングル表題曲。
12. 奇跡
  - 作詞：松田晋二
  - メジャー4枚目のアルバム『ヘッドフォンチルドレン』収録曲。
  - 東映ビデオ配給映画『ZOO』主題歌。

### DISC 2
1. レクイエム
  - 作詞：THE BACK HORN
  - メジャー8枚目のシングルのカップリング曲。
  - 松竹配給映画『CASSHERN』挿入歌。
2. コバルトブルー
  - 作詞：菅波栄純
  - メジャー9枚目のシングル表題曲。
  - 日本ケロッグ「コーンフロスティ」CMソング。
3. ブラックホールバースデイ
  - 作詞：菅波栄純
  - メジャー11枚目のシングル表題曲。
4. 夏草の揺れる丘
  - 作詞：THE BACK HORN
  - メジャー2枚目のアルバム『心臓オーケストラ』収録曲。
5. 夢の花
  - 作詞：松田晋二
  - メジャー8枚目のシングル表題曲。
6. 空、星、海の夜
  - 作詞：THE BACK HORN
  - メジャー2枚目のシングル表題曲。
7. 舞姫
  - 作詞：菅波栄純
  - メジャー6枚目のアルバム『THE BACK HORN』収録曲。
8. 罠
  - 作詞：菅波栄純
  - メジャー16枚目のシングル表題曲。
  - MBS・TBS系アニメ『機動戦士ガンダム00』初代エンディングテーマ。
  - 表記はないが、シングルとはバージョンが異なっている[7]。
9. 世界樹の下で
  - 作詞：THE BACK HORN
  - メジャー3枚目のシングル表題曲。
10. 風船
  - 作詞：THE BACK HORN
  - インディーズ時代唯一のシングル。
11. 冬のミルク <New Recording>
  - 作詞：THE BACK HORN
  - インディーズ1枚目のアルバム『何処へ行く』収録曲の新録版。
  - 新たに録音した理由としては、この楽曲がバンドにとって初めて出来た曲で、「この楽曲が無かったらバンドは始まらなかった」という程バンドにとって大事な曲であることから、バンド結成10周年を機に今のメンバー4人でもう一度録りたかったとギターの菅波が語っている（当時のベースは、岡峰ではなく元メンバーの平林直己による）[5]。元々は原曲のベースラインのみを岡峰のものに変える予定だった[5]。
12. 声
  - 作詞：松田晋二
  - メジャー14枚目のシングル表題曲。
13. 刃
  - 作詞：菅波栄純
  - 新曲。
  - ゼアリズエンタープライズ配給映画『魁!!男塾』主題歌[8][9]。
  - メジャー6枚目のアルバム『THE BACK HORN』を録り終えた後すぐに、同映画の監督である坂口拓から「ぜひTHE BACK HORNに主題歌を作ってもらいたい」と言われて制作され[6]、作詞した菅波の「テンションをあげて難しいことを考えないでドカーン!ってやった方が良い」「ダサかろうが、痛快にドカーンと一発やった方がカッコイイ」という案により出来上がった[6]。曲中には、和太鼓や応援団によるホイッスルが取り入れられているほか、スタッフも曲に参加している[6]。
  - 2014年に9mm Parabellum Bulletによって、同バンドとの対バンツアー「決闘披露宴」のZepp Tokyo公演のアンコールでカバーされた[10]。

## 演奏
Disc 1
- 平林直己：Bass (#1.8)
- 金原千恵子ストリングス：Strings (#5)
- 角谷仁宣：Manipulation (#5)
- 林憲一：Co-Produce & Arrangement (#1-7.9)

Disc 2
- 林憲一
  - Gut Guitar, Castanets (#7)
  - Co-Produce & Arrangement (#1.2.4.6.7.9.12.13)
- 土屋昌巳：Co-Produce & Arrangement (#5)
- 浜崎貴司：Co-Produce (#10)
- 平林直己：Bass (#10)
- 爆音男塾：合唱 (#13)